# تصفيات كأس العالم 2014 – آسيا الدور الخامس
هذه الصفحة تقدم ملخصات من مباريات الدور الخامس لقارة آسيا لتصفيات كأس العالم لكرة القدم 2014.

## النظام
سوف يشهد الدور الخامس تنافس الفريقين صاحبي المركز الثالث من الدور الرابع في ملحق من مواجهتين. الفائز سيتبارى في الملحق القاري ضد الفريق صاحب المركز الخامس من تصفيات الكونميبول المؤهلة لكأس العالم.

## الفرق المتأهلة
- المركز الثالث - المجموعة الاولى:  أوزبكستان
- المركز الثالث - المجموعة الثانية:  الأردن

## المباريات
أقيمت قرعة الدور الخامس من التصفيات الآسيوية في زيوريخ يوم 19 مارس 2013 خلال اجتماعات اللجنة المنظمة لكأس العالم لكرة القدم.

### مباراة الذهاب
| أوزبكستان       | 1-1 | الأردن             |
| --------------- | --- | ------------------ |
| مصعب اللحام 30' |     | سيرفر دجيباروف 35' |

### مباراة الإياب
| أوزبكستان                                                                                                | 1–1 (ب.و.إ.) | الأردن |
| --- | ------------ | --- |
| إسماعيلوف 5'                                                                                             | Report       | مرجان 43' |
| ركلات الترجيح                                                                                            |              | |
| أحمدوف · جباروف · كابادزه · توختاخوجاييف · سيرجيف · شوراخميدوف · دينيسوف · ناغايف · تورسونوف · إسماعيلوف | 8–9          | أنس بني ياسين · عدي الصيفي · عبد الله ذيب · سعيد مرجان · أحمد هايل · عدوس · محمد مصطفى · عامر ذيب · عدي زهران · محمد الدميري |

2–2 في مجموع المباراتين. فاز منتخب الأردن بركلات الترجيح 9–8 وتأهل إلى تصفيات كأس العالم لكرة القدم 2014 (مباراة فاصلة بين آسيا وكونميبول)

## انظر ايضا
- مباراة الأردن والاوروغواي 2014

## وصلات خارجية
- جدول ونتائج (نسخة FIFA.com) نسخة محفوظة 29 أغسطس 2011 على موقع واي باك مشين.
- جدول ونتائج (نسخة the-AFC.com)
- مباراة الاياب في طشقند مع ركلات الترجيح